# Ivan Mládek
Ivan Mládek, češki pevec, skladatelj, bendžoist, komik in slikar, *7. februar 1942, Praga, Protektorat Češke in Moravske.
Svojo glasbeno pot je začel v 50. letih 20. stoletja. Najbolje je poznan po svoji šaljivi pesmi Jožin z bažin iz leta 1976, ki je hitro postala priljubljena po vsem svetu. Mládek se odlikuje tudi z izumitvijo Guitariana, sintetizatorja v obliki kitare. Od 70. let naprej nastopa s svojo zasedbo Banjo Band. V svoji glasbeni karieri je napisal okoli 400 pesmi.

## Življenje

### Zgodnje življenje, izobrazba in začetek kariere
Ivan Mládek se je rodil 7. februarja 1942 v Pragi pravniku Bohuslavu Mládku. V družini sta bila še dva brata ter mlajša sestra Renata.
Prvotno je imel do glasbe negativen odnos. Z bratom sta obiskovala pouk violine pri praškem kapelniku Vítězslavu Štochlu, vendar mu violina ni približala glasbe. Kasneje se je pri hmeljskih brigadah naučil igrati kitaro, na kateri je zaradi violinskega predznanja brez težav zaigral tudi zahtevnejše akorde. Njegovo končno zanimanje za glasbo je verjetno odločilo srečanje z banjom, nenavadnim inštrumentom na Češkem tistega časa. Odkar si je v Pragi za trideset kron kupil svoj prvi banjo le z nekaj izjemami ni zamenjal glasbila.
Okoli leta 1958 je Mládek začel odkrivati ameriški tradicionalni jazz, kar je bistveno vplivalo na njegovo prihodnje glasbeno delovanje. Leta 1960 ali 1959 je skupaj s pianistom Františkom Safertalom in klarinetistom Jaromírjem Konůpko ustanovil dixielandsko zasedbo Storyville Jazz. Zasedba je igrala v številnih praških ustanovah (Reduta, Pygmalion, center v Hřebenkyju), njen repertoar pa so sestavljale instrumentalne različice skladb jazz zvezdnikov, kot so Fats Waller, Hot Five in Hot Seven ali Bix Beiderbeck. Banjo je imel v tej skupini zgolj funkcijo spremljevalnega inštrumenta, zato je Mládek čez nekaj časa prenehal uživati v nastopanju in začel razmišljati o skupini, katere glasba bi temeljila predvsem na igranju banja. Kasneje se je začela oblikovati prva tovrstna skupina, ki je postopoma pripeljala do ustanovitve Banjo Banda.
Oče ga je skušal vpeljati v slikarstvo, vendar se je Ivan bolj zanimal za glasbo. Mládkovi so živeli v Holešovicah kjer je Ivan obiskoval osnovno šolo. Izobraževanje je nadaljeval na Smichovski srednji strojni šoli. Zatem se je preizkusil kot tehnični pomočnik v neki pisarni, vendar je ugotovil, da takšne službe ne bo mogoče kombinirati z glasbo s katero se je od srednje šole resneje ukvarjal.
Po končani srednji šoli se je začel zanimati za višjo šolo, oče, ki pa je slutil, da tja namerava izključno zaradi glasbe, je sina postavil pred odločitev, ali bo študiral medicino ali pa strojništvo. Ivan se je odločil za strojništvo. Sprejemne izpite je uspešno opravil, vendar je že po prvem semestru študij opustil in se vpisal na Ekonomsko fakulteto v Pragi, kjer je bil sošolec kasnejšega predsednika Češke Václava Klausa.
V letih 1961-1966 je Mládek zamenjal številne glasbene zasedbe, ki jih je sam ustanovil. Konec leta 1961 je igral v triu s kitaristom Milošem Vychytilom (leta 1962 ga je zamenjal Jiří Čech) in banjoistom Jiříjem Špatenkom, leta 1965 je igral z Janom Fleischerjem (drugi bendžo), Pavlom Skálo (perilnik), Jiříjem Halekalom (violončelo) in Janom Melšíkom (kitara). Istega leta je igral v kvartetu z bratom Martinom (tenor banjo), Markom Čermákom (petstrunski banjo) in tubistom Václavom Dědino. Novembra 1966 je skupina, ki so jo sestavljali Mládek (banjo), Jan Fleischer (kitara), Milan Udržal (perilnik) in Jerzy Ziembrowski (kontrabas), nastopila v Camp Clubu v Riegrovyh sadyh.
Skupina je instrumentalno odigrala skladbe »Twelfth Street Rag«, »Side by Side« in češko uspešnico »Zuzana«. Po uspešnem nastopu je Mládek začel nastopati skupaj s pianistom Pavlom Skálo in basistom Jerzyjem Ziembrowskim kot ansambel Old Time Trio na jam sessionih v praškem pesniškem klubu Viola, v univerzitetnem klubu Vltava pa z zasedbo Jazz QB (Mládek, Skála, Ziembrowski, Udržal, Fleischer). Jazz QB je nastopil tudi v Narodnem domu v Smíchovu, kjer so tedaj potekala trampska srečanja, tako imenovani salooni. Na teh večerih folk in country glasbe so trampi izvajali nemi slapstick, katerega je Jazz QB v živo instrumentalno spremljal. Mládek je pogosto koncertiral tudi v gorskih kočah ali rekreacijskih centrih skupaj z Jiříjem Stivínom, Janom Pacákom ali Michalom Kratochvílom.
Jeseni 1967 se je Mládek prijavil kot pomočnik finančnega načelnika za vojno, med katero pa se je zaradi poznanstev in relativne priljubljenosti na glasbeni sceni v Pragi lahko še naprej posvečal glasbi. Nastopal je s svojo skupino ali s triom KTO in "jammal" po raznih praških podjetjih.
7. novembra 1968 je ruske okupacije emigriral v Francijo, kjer je v preteklih letih opravljal več pripravništev. Med potjo se je na vlaku naučil igrati balalajko. Preživljal se je z igranjem balalajke v ruskih klubih v Parizu, predvsem v belogardističnem kabareju U Careviče. Zaradi hudega domotožja se je po šest mesecih vrnil nazaj na Češkoslovaško in skupaj z Václavom Dědino, Jiříjem Čechom, Pavlom Skálo in bobnarjem Tomášem Procházko obnovil zasedbo Old Time Trio s katero so koncertirali v klubu Vltava. Klub Vltava je bil kmalu zatem razpuščen, zaradi česar je Old Time Trio od tedaj naprej igral samo v klubu Viola, poleg tega pa ga praški kulturni center ni priznal kot kvalificiranega, zaradi česar je skupina razpadla.
Istega leta je Mládek z banjoistom Františkom Turkom ustanovil duet Duo Banjos. Do tedaj je Mládek igral zgolj instrumentalno in neavtorsko glasbo. Prvo lastno skladbo je Mládek napisal na pobudo Jana Pacáka, ki je želel melodijo za svojo solo izvedbo; besedilo te pesmi, ki je pozneje postala znana kot »Láďa jede lodí«, je napisal Zdeněk Svěrák. Kmalu za tem je Mládek prejel ponudbo za igranje pri skupini White Stars. Banjoist skupine Marko Čermák mu je ponudil, da skupino spremlja na mandolini. Mládek, čeprav nikoli v življenju ni držal mandoline v roki, je ponudbo sprejel in dva dni kasneje že odigral svoj prvi koncert z White Starsi, katerim je sledilo snemanje albuma Písně amerického západu, na katerem sta nastopili tudi skupini Spirituál Kvintet in Greenhorns. V posnetkih Mládkovega igranja mandoline, je mogoče prepoznati rife in obrate, značilne za Mládkovo igranje na banjo.

### Banjo Band Ivana Mládka
Leta 1970 je v praški Lucerni potekal drugi folk in country festival, na katerega je bil Mládek povabljen, da nastopi s svojo skupino, ki je imela takrat še neopredeljeno ime. Kljub Mládkovi nevednosti je bil ansambel na plakatu naveden kot Banjo Band Ivana Mládka, kar je Mládku, poznejšem negodovanju, dalo zagon za obogatitev ansambla in vadbo kratkega repertoarja. Kot se spominja je udeležbo skupine najvrjetneje potrdil pozno zvečer v kakšni gostilni, saj je za sodelovanje s svojo skupino na festivalu izvedel šele s plakatov in se ne spominja, da bi se skupina sama prijavila. Banjo Band, ki so ga sestavljali Mládek, Jiří Augusta in Jiří Přibyl (tenor banjo), Pavel Skála (orgle), Eva Roitová (klavir), Václav Dědina (tuba) in Aleš Sládek (valcha), je odigral štiri instrumentalne skladbe; eno izmed skladb Georgea Formbyja, pesem  »Snow Dear Rag«, »Twelfth Street Rag« ter ragtimejevsko različico priljubljene pesemi Jaromírja Vejvode, »Škodá lasky«. Po uspešnem nastopu se je skupina uradno sestala in delo nadaljevala z Jiříjem Havelko, glavnim urednikom Malých žánrů v Supraphonu in Čestmírjem Klosom, urednikom revije Melodie.
Leta 1971 so bili posneti in izdani prvi zvočni posnetki Banjo Banda. Prvi single je izdala založba Supraphon, producent pa je bil Klos. Plošča je vsebovala pesmi »Chodidla« in »Upírova píseň«. Prva pesem je češka različica uspešnice »Happy Feet« iz leta 1930 z besedilom Jiříja Voskovca in Jana Wericha, druga skladba pa je Mládkova prva, za katero je avtor tako besedila kot glasbe. Obe pesmi je pod imenom "Jeňýk Pacák" zapel Jan Pacák. Leto kasneje je izšel singel s pesmijo »Škodá lasky« in znano polko »Hezky od podlahy« Jaroslava Jankovca. Skladbe je zapel Spirituál kvintet, čeprav ta podatek na plošči ni nikjer omenjen. Menedžer skupine je postal Přemysl Černý. Zasedbo, ki je začela postajati profesionalna, so sestavljali Mládek, Přibyl, Augusta (banjo), Tomáš Procházka (bobni) in Jiří Čech (bas kitara).
Po nekajmesečnem igranju v praških ustanovah je Čestmír Klos skupino povezal z režiserjem Janom Schmidom, s čimer se je začelo sodelovanje in kasnejši nastopi v praškem gledališču Ateliér v pevskih programih Večer na pokraji lesa in Každý máme něco. Aprila 1972 je skupina prejela povabilo glavnega urednika revije Melodie Stanislava Titzla na jazzovski festival v Přerovu, kjer njen nastop (samo instrumentalni) ni požel uspeha pri kritikih, bil pa je všeč uredniku, vodji glasbenega oddelka na radijski postaji, ki je istega leta z Banjo Bandom posnel tri skladbe, ki jih je nato odkupila ameriška založba Tempo Hollywood.
Spomladi 1973 je Mládek sprejel ponudbo, da se pridruži skupini country glasbe Mustangové, vendar je kljub temu z Banjo Bandom še naprej delal in snemal.
Banjo Band je v tem obdobju posnel pesem »Rožnovské hodiny«, pri kateri je Mládek prvič nastopil v vlogi glavnega pevca. V nadaljnih letih je bilo posnetih mnogo skladb, med drugimi »Kam s ním?«, »Jez«, »Linda«, »Dívka s dolíčky«, »Černá hodinka«, »Medvědi nevědí« ter »Neopatrný křeček«, ki so se pojavile na dveh kasneje izdanih LP-jih. Leta 1975 je menedžer skupine postal František Pecka, nekdanji menedžer Waldemarja Matuške in Angele Michajlove.

#### Vrhunec
Leta 1976 se je začelo obdobje največjega porasta priljubljenosti Banjo Banda in Ivana Mládka. Delno je k temu prispeval prostor v radijskem prenosu, ki je bil namenjen skupininim pesmim, delno pa tudi izid plošče Dobrý den!. Izdala jo je založba Panton, vsebovala je skupno 18 skladb in postala najuspešnejša plošča skupine, kar dokazujejo njene ponovne izdaje do leta 1981. V času velike popularnosti Banjo Banda sta zasedbo dopolnila še dva glasbenika, trobentač Ladislav Gerendáš in jazzovski pianist Zdeněk Kalhous. Spremenila se je tudi dramaturgija nastopov v živo, ki so postali kombinacija pesmi, komičnih dovtipov Pešáka in Gerendáša ter Mládkova govorjena beseda. Na tubo je igral Václav Dědina, na perilnik pa Jan Bošina, nekdanji član Mustangov. K priljubljenosti skupine je prispevalo tudi več oddaj, posnetih za češkoslovaško televizijo. Leta 1977 je skupina gostovala v oddajah Přepojujeme na Grand Prix in Pojď se mnou do zoo ter do konca posnela in izdala ploščo Nashledanou!. Konec 1970. je ansambel dobil stalni angažma v gledališču Klicper v Kobylisyh in začel sodelovati z igralcem Luďkom Soboto, ki je z Banjo Bandom naredil več posnetkov, kar je rezultiralo v realizaciji LP albuma Ivan Mládek uvádí Luďka Sobotu, ki je izšel leta 1979.

#### Razhajanje in ponovna zrdužitev
V začetku 1980. let je izšla plošča Předposlední leč in skupina se je odpravila na koncertno turnejo po Zahodni Nemčiji. Zaradi poslabšanja odnosov med člani je prišlo tudi do prenehanja delovanja Banjo Banda z utemeljitvijo izginotja prvotnega namena skupine, namreč zabave in navdušenja nad glasbo. Mládek je zato ustanovil ansambel Lidový orchestr jazzových nástrojů, katerega so večinoma sestavljali isti člani kot Banjo Band z dodatkom trobentača in kitarista Vítězslava Mareka, ki je v preteklosti že sodeloval z Banjo Bandom, ter Jan Mrázek, ki je na perilniku zamenjal Bošino, vendar je bil namenjen igranju v manjših klubih in salonih, kot prvotno Banjo Band. Kljub temu je zasedba ploščo, ki jo je posnela, izdala pod imenom Banjo Band. Od druge polovice 1980. let naprej se je Banjo Band usmeril predvsem v interpretacije avtorskih pesmi v slogu narodnozabavne glasbe s poudarkom na pihalih.
Mládek je v svoji glasbeni karieri napisal okoli 400 pesmi. V 80. letih je postal znan tudi kot komik. Njegove humoreske so bile prvič objavljenje leta 1980 v reviji Mladý Svět. Mogoče jih je najti tudi v osmih knjigah, ki jih je napisal. Novih pesmi od 2000. let naprej ne piše več.

## Zasebno življenje
Mládek veliko časa preživi na turnejah z Banjo Bandom. V prostem času se ukvarja s slikanjem in igranjem kitare.

#### Družina
Leta 1969 se je poročil z Evo Mládkovo. Leta 1977 se mu je rodil sin Štěpán, ki je odvetnik in ima hčerki Elinko in Emilko.

#### Politika
Na političnem področju je Mládek prvotno podpiral Ljudsko demokratsko stranko, pred parlamentarnimi volitvami leta 2013 pa je podprl Stranko svobodnih državljanov. Izjavil je tudi, da je monarhist ter da obžaluje propad Avstro-Ogrske. Meni, da je Češkoslovaška nastala prej po željii držav zmagovalk prve svetovne vojne kot pa Čehov in Slovakov. Svoj monarhizem in pogled na zgodovino je izrazil tudi v glosi "Díky bezvládí blíže k monarchii" (Hvala brezvladju bližje monarhiji).

## Jožin z bažin
Jožin z bažin (dobesedno Jožin iz močvirja) je Mládkova najbolj znana pesem. Nastala je po naročilu zlinskega glasbenika Zdenka Navrátila. Maskota Navrátilove glasbene skupine je bil prav Jožin. Navrátil je Mládku naročil, da mu napiše pesem, ki bi poslušalcem predstavila maskoto benda. V zameno naj bi Mládek prejel pletenko slivovke.
Pesem je parodija na srednjeveške legende o potujočih vitezih, ki v zameno za ubitega zmaja prejmejo roko kraljeve hčere in pol kraljestva. Protagonistu pesmi župan vasi ob Vizovicah v zameno za ujetega Jožina, ljudožero pošast iz močvirja, obljubi roko svoje hčere in polovico vaške obdelovalne zemlje.

## Diskografija

### LP
- Dobrý den! Panton, 1976
- Nashledanou! Panton, 1977
- Ej, Mlhošu, Mlhošu! Panton, 1979
- I. Mládek uvádí Luďka Sobotu Panton, 1979
- Přeposlední leč Panton, 1980
- Guten Tag! Panton, 1981
- Úterý Panton, 1981
- Ivan Mládek zase uvádí L. Sobotu Panton, 1982
- Moje rodina Panton, 1983
- Banjo z pytle ven! Panton, 1985
- Potůčku, nebublej! Panton, 1986
- Ta country česká, ta je tak hezká Multisonic, 1989
- Pepa z Kadaně Punc, 1990
- Škola zvířátek Tommu, 1991

### CD
- Ta country česká, ta je tak hezká Multisonic, 1991
- The Best Of Banjo Band I. Panton, 1992
- The Best Of banjo Band II. Panton, 1993
- Vykopávky Multisonic, 1993
- Řeky EMG, 1993
- Pohádky a jiné povídačky Monitor, 1994
- V hospodě u šesti trampů BaM Music, 1994
- Písničky Čundrcountry show I BaM Music, 1994
- Písničky Čundrcountry show II. BaM Music, 1995
- Dobrý den! (+6x bonus) Bonton, 1996
- Písničky na chatu Bonton, 1998
- Nashledanou! (+6x bonus) Bonton, 1999
- Sweet Sue (stories Lenka Plačková), Fonia 2000
- Anekdoty do 1. i 4. cenové skupiny
- Písně o lásce a pravdě BaM Music, 2000
- Do hlavy ne! Radio servis, 2001
- Proč mě ženy nemaj rády Warner Music, 2002
- Milan Pitkin v Coutry estrádě 1 Noveta
- Milan Pitkin v Coutry estrádě 2 Noveta
- V Mexiku v taxiku Barci Music, 2002
- Dáme si eště raz! Barci Music, 2003
- ... a vo tom to je! D. J. World, 2002
- 60 nej Sony Music, 2003